# Luigi Ferrari (calciatore 1940)
Luigi Ferrari (Savigliano, 31 agosto 1940) è un ex calciatore italiano, di ruolo portiere.

## Carriera

### Giocatore
Nel 1958 esordisce in Promozione con la maglia dell'U.S. Governolese. Nell'estate del 1960 passa alla Biellese in Serie C. L'anno dopo, sempre fra i pali della Biellese.
Al termine del campionato 1961-1962 si trasferisce al Bari, contribuendo alla promozione nella massima serie della stagione successiva. Nei campionati 1963-1964 e 1964-1965, Ferrari difende la porta del Lecce in Serie C. A partire dal 1965 fino al 1971 milita alla Reggina, che in quegli anni partecipa al campionato di Serie B.
Chiusa la parentesi professionistica, è ritornato a Governolo e per tre campionati ha difeso la porta del San Felice sul Panaro.
Nella sua carriera Ferrari ha collezionato 103 partite in Serie B e 95 in Serie C.

### Allenatore
Lasciato il calcio giocato, ha allenato diverse squadre di dilettanti fra le quali quella di casa, l'Ostiglia, la Poggese, la Sambenedettina e il Gazoldo.